# Équipe de Croatie féminine de football
Cet article traite de l'équipe féminine. Pour l'équipe masculine, voir Équipe de Croatie de football.
Maillots
L'équipe de Croatie féminine de football représente la Croatie lors des compétitions de football féminin. La Croatie est actuellement classée 57e au classement mondial de la FIFA (16 août 2024).
L'équipe de Croatie de football féminin a participé au tour préliminaire pour l'Euro 2009. Dans son groupe, elle a remporté deux victoires face à la Géorgie (6-0) et la Turquie (2-1), a subi une défaite contre l'Irlande du Nord (5-1). Elle a terminé 3e de son groupe et n'a pu accéder au tour suivant.
Parmi les joueuses actuelles (2024) de l'effectif se trouvent Doris Bačić, Leonarda Balog, Ana Maria Markovic et Ivana Rudelić.

## Classement FIFA
| Année              | 2003 | 2004 | 2005 | 2006 | 2007 | 2008 | 2009 | 2010 | 2011 | 2012 | 2013 | 2014 | 2015 | 2016 | 2017 | 2018 | 2019 | 2020 | 2021 | 2022 | 2023 |
| ------------------ | ---- | ---- | ---- | ---- | ---- | ---- | ---- | ---- | ---- | ---- | ---- | ---- | ---- | ---- | ---- | ---- | ---- | ---- | ---- | ---- | ---- |
| Classement mondial | 44   | 44   | 47   | 50   | 50   | 47   | 53   | 65   | 64   | 63   | 61   | 59   | 55   | 53   | 51   | 51   | 52   | 52   | 59   | 60   | 58   |